# Rekuzanti
Rekuzanti lat. recusare – odbiti, su osobe u Engleskoj koje su, između vladavine Elizabete I. (1558-1603) i Georgea II. (1727-1769), odbijale ići na bogoslužja Engleske Crkve, što je tada, prema građanskome zakonu, bilo obvezatno.
Većina tih ljudi bili su katolici, a neki su od njih zbog svoje tvrdoglavosti postali mučenici; drugi su zatvoreni, oduzeta im je imovina i\ili pravo glasa, diskvalificirani su kao nositelji državnih služba, ili su morali platiti globu. Zakoni o rekuzantima nisu bili provođeni dosljedno, a po Catholic Relif Act (Zakonu o olakšanju položaja katolika) 1791. godine rekuzantstvo je prestalo biti zločin.